# Painteria revoluta
Painteria revoluta är en ärtväxtart som först beskrevs av Joseph Nelson Rose, och fick sitt nu gällande namn av Nathaniel Lord Britton och Joseph Nelson Rose. Painteria revoluta ingår i släktet Painteria och familjen ärtväxter. Inga underarter finns listade i Catalogue of Life.